# Woods Cross
Woods Cross est une municipalité américaine située dans le comté de Davis en Utah. Lors du recensement de 2010, sa population est de 9 761 habitants.

## Géographie
Woods Cross est située au nord de Salt Lake City.
La municipalité s'étend sur 3,89 milles carrés (10,08 km2).

## Histoire
La localité est fondée au milieu du XIXe siècle. Daniel Wood y fait construire une école, une église puis cède une partie de ses terres en 1869 pour édifier la gare du bourg, qui sera appelée Woods Crossing puis Woods Cross. Woods Cross devient une municipalité en 1936.

## Démographie
La population de Woods Cross est estimée à 11 362 habitants au 1er juillet 2017. Elle est plus jeune que celle l'Utah ou des États-Unis avec 36,5 % des moins de 18 ans (contre 31,5 % et 24 %) et 5,7 % de plus de 65 ans (contre 9 et 13 %).
| Groupe            | Woods Cross (2016) | Utah (2017) | États-Unis (2017) |
| ----------------- | ------------------ | ----------- | ----------------- |
| Blancs            | 92,0               | 90,9        | 76,6              |
| Asiatiques        | 3,6                | 2,6         | 5,8               |
| Métis             | 2,7                | 2,5         | 2,7               |
| Afro-Américains   | 0,7                | 1,4         | 13,4              |
| Amérindiens       | 0,2                | 1,5         | 1,3               |
| Océano-Américains | 0,1                | 1,0         | 0,2               |
|                   |                    |             |                   |
| Hispaniques       | 6,5                | 7,0         | 18,1              |

Le revenu par habitant était en moyenne de 26 117 dollars par an entre 2012 et 2016, entre la moyenne de l'Utah (25 600 dollars) et la moyenne nationale (29 829 dollars). Le revenu médian par foyer y était cependant supérieur : 78 750 dollars contre 62 518 et 55 322 dollars. Sur cette même période, 8,2 % des habitants de Woods Cross vivaient sous le seuil de pauvreté (contre 10,2 % dans l'État et 12,7 % à l'échelle des États-Unis).